# Te perdiste mi amor
"Te Perdiste Mi Amor" é uma canção da cantora mexicana Thalía com o cantor americano Prince Royce, e incluída em seu décimo primeiro álbum de estúdio, Habitame Siempre. A canção foi escrita por Royce, Guianko Gómez e Jorge Luis Chacín, enquanto foi produzida por Royce, "Yanko" Gomez e Efraín "Junito" Dávila. Foi lançado como o segundo single do disco em 3 de fevereiro de 2013.

## Música e letras
"Te perdiste mi amor" é uma típica canção bachata moderna com uma batida agitada e um refrão cativante. A música inclui alguns versos em inglês, Thalía e Prince Royce nas letras recorrentes: "Eu quero saber, é só me avisar como você poderia me deixar ir embora? [...] como você poderia simplesmente tirar meu amor?" e em algumas outras partes da música.
No encarte de Habitame Siempre, Thalía citou alguns de seus pensamentos sobre essa música, afirmando: "Nunca é tarde para corrigir. Quando o destino está bem, e quer recompensá-lo, um bom perdão e um grande amor serão a recompensa." Em sua maioria, a letra da música é sobre um homem ou uma mulher que foi inteiramente dedicada ao seu parceiro, mas o amor deles foi de alguma forma subestimado. A última letra da música é muito otimista, já que a última linha significa: "Eu não sei o que aconteceu conosco, por que não tentamos ... de novo?". Este também é o segundo dueto de Thalia em bachata, sendo o primeiro a música "No, no, no" em 2006 com Romeo Santos. "Te Perdiste Mi Amor" foi oficialmente remixado por Jump Smokers! e lançado nesta versão em 11 de fevereiro de 2013.
A própria Thalia descreveu a música como "uma mistura de música pop e bachata", já que contém elementos de ambos os gêneros musicais.

## Promoção

### Performances ao vivo
Thalía cantou a música com Prince Royce em um show especial de TV para seu álbum Habítame Siempre. A apresentação foi transmitido pela Univision dos Estados Unidos em 18 de novembro de 2012 e pela Televisa no México em 24 de novembro.
Eles também apresentaram a música ao vivo no programa de 25 anos do Premio Lo Nuestro, que foi transmitido pela Univision em 21 de fevereiro de 2013. Thalía incluiu a música no setlist da VIVA! Tour.

### Vídeo musical
O videoclipe oficial da música estreou no VEVO em 5 de março de 2013. O vídeo inclui a performance de Thalía e Prince Royce no Hammerstein Ballroom, bem como muitos bastidores do backstage. Em abril de 2014, o videoclipe atingiu 35.000.0000 visualizações no VEVO. O videoclipe já chegou a mais de 100 milhões de visualizações no YouTube e é o segundo vídeo da artista a obter Certificado do VEVO, o primeiro foi "Equivocada". O vídeo foi produzido por Emilio Estefan.

## Desempenho comercial
"Te perdiste mi amor" entrou na Billboard dos EUA no 24º lugar na parada Latin Pop Songs, com sua posição de máxima na 3ª posição, enquanto estreou em 20º lugar na parada Tropical Songs, chegando ao 7º lugar. Na parada da Hot Latin Songs, a música chegou ao 4º lugar. Além disso, a música alcançou o primeiro lugar na Billboard Latin Airplay List, fazendo dela a única mulher a conseguir esse feito naquele ano (2013). A canção atingiu o 1º lugar no Mexican Spanish Airplay, conforme publicado pela Billboard.

## Listagem de faixas
- Download digital [1]

1. "Te Perdiste Mi Amor (versão do álbum)" – 3:40
2. "Te Perdiste Mi Amor (Edição de rádio)" - 3:38
3. "Te Perdiste Mi Amor (Jump Smokers Remix)" - 3:55

## Desempenho nas tabelas musicais e certificação
| Chart (2013)                                      | Maior posição |
| ------------------------------------------------- | ------------- |
| Estados Unidos (Billboard Mexico Spanish Airplay) | 1             |
| Estados Unidos (Billboard Hot Latin Songs)        | 4             |
| Estados Unidos (Billboard Latin Pop Airplay)      | 3             |
| Estados Unidos (Billboard Tropical Songs)         | 7             |
| México (Monitor Latino)                           | 6             |

| País (Empresa)                          | Certificação | Vendas  |
| --------------------------------------- | ------------ | ------- |
| México (AMPROFON)                       | Ouro         | 70,000* |
| *vendas baseadas apenas na certificação |              |         |

## Histórico de lançamento
| País  | Data                   | Formato                         |
| ----- | ---------------------- | ------------------------------- |
| Mundo | 3 de fevereiro de 2013 | Download digital                |
| EUA   | 5 de fevereiro de 2013 | Rádio Contemporânea Em Espanhol |

## Créditos
| - Intérpretes - Thalía , Prince Royce - Produtor - Prince Royce - Co-produtores - "Yanko" Gomez, Efraín "Junito" Dávila - Coordenador de produção - Héctor Rubén Rivera - Engenheiro de gravação - Guianko "Yanko" Gomez - Engenheiro de voz - Pablo Arraya - Arranjos - Efraín "Junito" Dávila - Piano e teclados - Efraín "Junito" Dávila | - Guitarra - Steven Cruz - Percussão - Raul Bier - Güira - Christopher "Chapo" Vegazo - Baixo - Christopher Mercedes - Mixado por - Alfredo Matheus - Remixado por - Jump Smokers! |